# آرثر دبليو بيتس
آرثر دبليو بيتس (بالإنجليزية:Arthur W. Bates) (مواليد 1883 - وفيات 16 أغسطس 1972). ممثل سينمائي أمريكي في عصر السينما الصامتة. ولد آرثر دبليو بيتس في عام 1883 في شيكاغو. بيتس كان يتصرف مع استوديوهات ايسناي في شيكاغو عام 1915. وبعد إغلاق الاستوديو أسفل، وقال انه يعمل لحساب هيئة النقل شيكاغو. توفي بيتس في شيكاغو في 16 أغسطس 1972.

## روابط خارجية
- آرثر دبليو بيتس على موقع IMDb (الإنجليزية)
- آرثر دبليو بيتس على موقع قاعدة بيانات الفيلم (الإنجليزية)